# Falzziegel

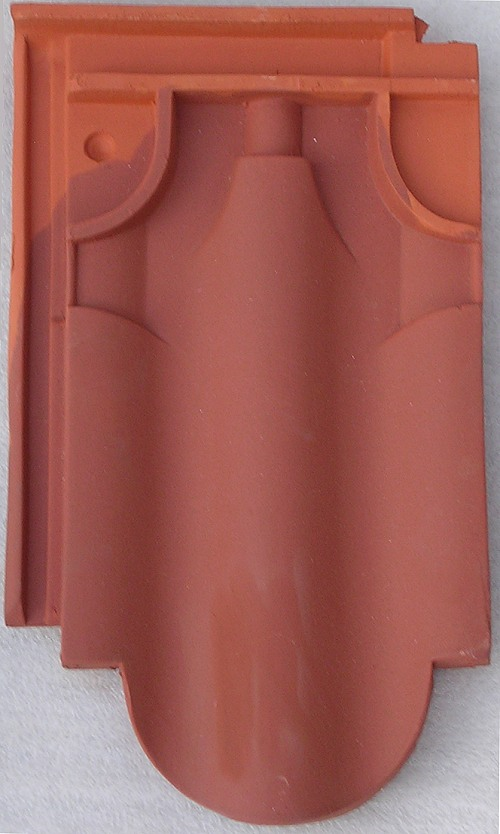
Verschiebbarer Falzziegel mit Nuten am Kopf und auf der Seite

Ein Falzziegel ist ein Dachziegel mit einer sogenannten Verfalzung (Rippen und Nuten), mit der die Ziegel nur an ihren Rändern ineinandergreifen.

## Geschichte

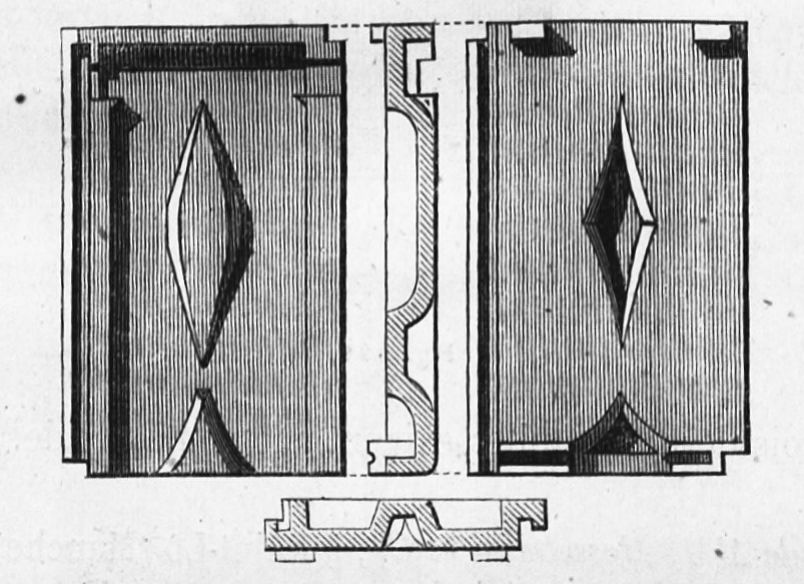
Aufbau des Herzziegels von Gilardoni Frères (Quelle: Emile Lejeune, Guide du briquetier…, 1870)

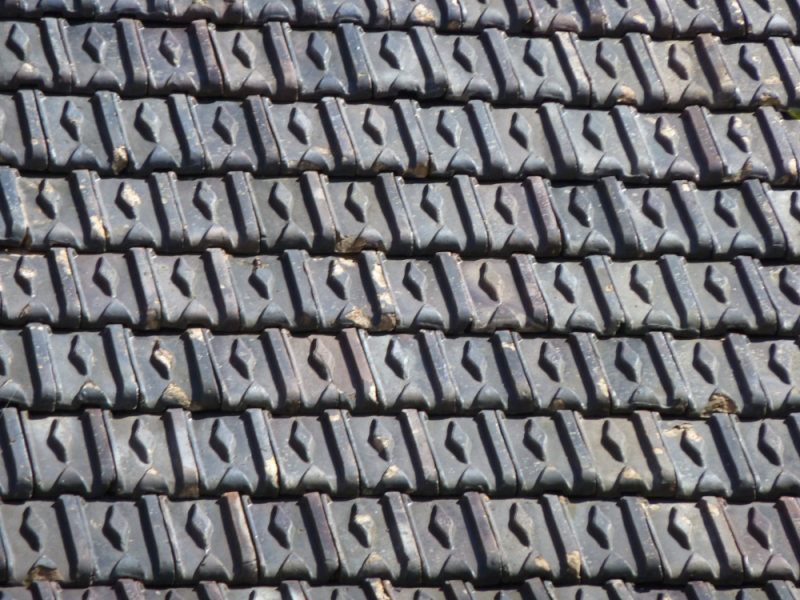
Dachdeckung mit Herzziegeln

Infolge der industriellen Massenproduktion seit Mitte des 19. Jahrhunderts mit Hilfe der Dampfmaschine wurden die traditionellen Dachziegel zunehmend durch Falzziegel ersetzt. Ein frühes Modell des Falzziegels wurde bereits 1841 von dem Elsässer Unternehmen Gilardoni Frères in Altkirch unter dem Namen Tuile à emboîtement patentiert. Der Patentschutz galt damals aber nur zehn Jahre, sodass diese Bauform etwa von den Ensheimer Ziegelwerken ab 1857 durch Wilhelm Ludowici nachgeahmt und weiterentwickelt wurde.
Aufgrund seines rautenförmigen Oberflächenmusters (ein ganzes und ein halbes „Doppelherz“) wurde der erste Falzziegel auch Herzziegel genannt. Dieses Muster hatte den Sinn, das Regenwasser auf die Seiten des Ziegels zu leiten.

## Funktion
Mit unverfalzten Dachziegeln ist ein dichtes Dach nur durch Kronendeckung (siehe Biberschwanz) oder Doppeldeckung (siehe Mönch und Nonne) zu erreichen. Es sind also zwei Lagen übereinander erforderlich, was erheblichen Einfluss auf das Gewicht des Dachs hat.
Falzziegel ermöglichen aufgrund ihrer Formgebung eine Überlappung der Ziegel nur an ihrem äußersten Rand. Dadurch muss eine wesentlich geringere Fläche des Dachs gedeckt werden als mit traditionellen Ziegeln. Aufgrund des Falzsystems ist das Dach dichter und besser gegen Sturm geschützt.

## Aufbau
Ein Falzziegel kann Seitenfalz-, Kopffalz-, Fußfalz- und Deckfalzteile an seinen Rändern haben (siehe Falz (Verbindungstechnik)). Bei den meisten Dachdeckungen mit Falzziegeln überschneiden sich jeweils vier Dachziegel im Vierziegeleck. Diese Überschneidung kann auf vier Ebenen oder auf drei Ebenen (d. h. zwei mittlere Ziegel überschneiden sich nicht) erfolgen.

## Arten
Strangfalzziegel sind Flachziegel, die nur mit einem Seitenfalz ineinandergreifen. Doppelfalzziegel besitzen eine doppelte seitliche Verfalzung. Durch die feinere und stabilere Struktur der Pressdachziegel seit etwa 1880 wurde dieser Ziegel zum Doppelmuldenfalzziegel weiterentwickelt. Die Höhendeckung der Falzziegel ist variabel und muss an die Dachneigung angepasst werden.
Hohlfalzziegel sind eine Weiterentwicklung der klassischen Hohlpfannen. Sie sind auf der Seite und am oberen Ende verfalzt. Dadurch lassen sie sich ohne Anhebung verschieben.